# Şerif Gören
Şerif Gören (en grec moderne : Σερίφ Γκιορέν Seríf Gkiorén), né le 14 octobre 1944 à Xánthi en Grèce et mort le 8 décembre 2024 à Istanbul, est un réalisateur turc.

## Biographie
Şerif Gören passe son enfance en Grèce puis, après avoir gagné une bourse, s'installe en Turquie afin d'étudier au lycée d'Istanbul. En 1962, il trouve un travail dans une société de production et occupe le rôle de monteur pendant plusieurs années. Il devient ensuite l'assistant réalisateur du célèbre Yılmaz Güney. Sa carrière de réalisateur débute véritablement en 1974 lorsqu'il termine de réaliser Endişe. Quelques années plus tard, il réalise pour Güney un autre film, Yol, la permission, qui sera récompensé par une palme d'or lors de la 35e édition du Festival de Cannes.

## Filmographie partielle
- 1970 : Umut
- 1975 : Endişe
- 1982 : Yol, la permission
- 1983 : Derman
- 1985 : Firar
- 1986 : Les Grenouilles (Kurbağalar)

## Récompenses et distinctions
- 1975 : Oranges d'or au Festival international du film d'Antalya pour Endişe
- 1982 : Palme d'or du Festival de Cannes pour Yol, la permission
- 1983 : Prix du Syndicat français de la critique de cinéma et des films de télévision pour Yol, la permission
- 1983 : nomination au César du meilleur film étranger pour Yol, la permission
- 1983 : nomination au Festival des 3 Continents pour Derman
- 1984 : Prix FIPRESCI pour Derman
- 1985 : nomination au Festival des 3 Continents pour Firar
- 1986 : nomination au Festival des 3 Continents pour Les Grenouilles (Kurbağalar)